# Matala

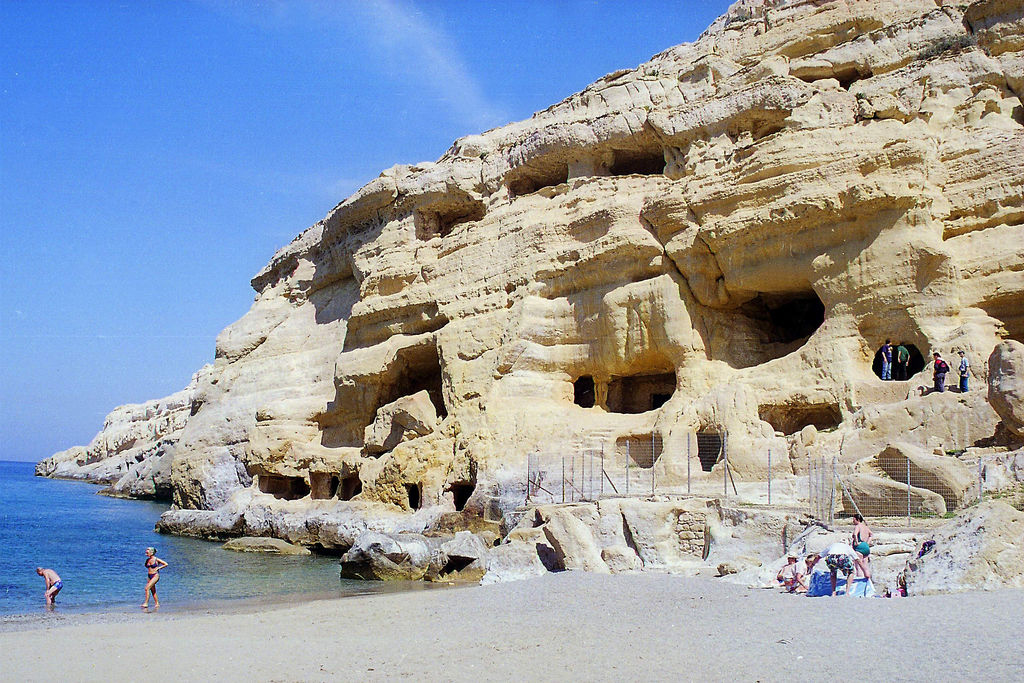
La platga de Màtala i les famoses coves

Màtala (grec Μάταλα) és un poble pesquer i centre turístic de la costa sud de Creta, a Grècia, que pertany al municipi de Timbaki, a la prefectura d'Iràklio. És uns 4 km al sud de Pitsidia i a uns 75 km de Càndia, a la badia de Messara.
Antigament va ser el port de la ciutat estat minoica de Phaistos, després de la destrucció de Kommos. El 220 aC, Gortina va ocupar la ciutat i al segle i aC, sota el domini romà, fou el port de la capital de l'illa i de la província de Gortina. Les ruïnes de l'antiga ciutat, que va ser engolida per les aigües, encara es poden veure al fons del mar. Es creu que hi havia alguns petits palaus edificats pels nobles de Phaistos i Gortina. A la rodalia hi ha una cova coneguda com a Brutospeliana, que, segons la llegenda, va ser freqüentada pel general romà Marc Juni Brut, l'assassí més famós de Juli Cèsar.
Altres coves de la zona es van excavar en èpoques prehistòriques, i, després de servir com a lloc de culte, als segles I i II es va utilitzar com a lloc d'enterrament. Als anys seixanta, les coves van allotjar una comunitat hippie, però actualment estan protegides pel servei arqueològic grec.
De l'època veneciana cal esmentar la Koule o fortalesa, situada al turó de Kastri. També hi ha una església dedicada a l'Anunciació de la Verge Maria, excavada a la roca, que, als segles ii i iii, els primers cristians van utilitzar de manera semblant a les catacumbes. Al sud de Màtala hi ha la roca de Theosyni, des on es gaudeix d'una gran vista de la badia de Messara, que forma una cova natural anomenada Kouroupi on es refugien els coloms salvatges. Més al sud segueix una zona de platja anomenada Ammoudia, que es coneix popularment com "les arenes roges".